# Passage Guénot
Le passage Guénot est une voie du 11e arrondissement de Paris, en France.

## Situation et accès
Le passage Guénot est situé dans le 11e arrondissement de Paris. Il débute au 221, boulevard Voltaire et se termine sur la place Marie-José-Nicoli.

## Origine du nom

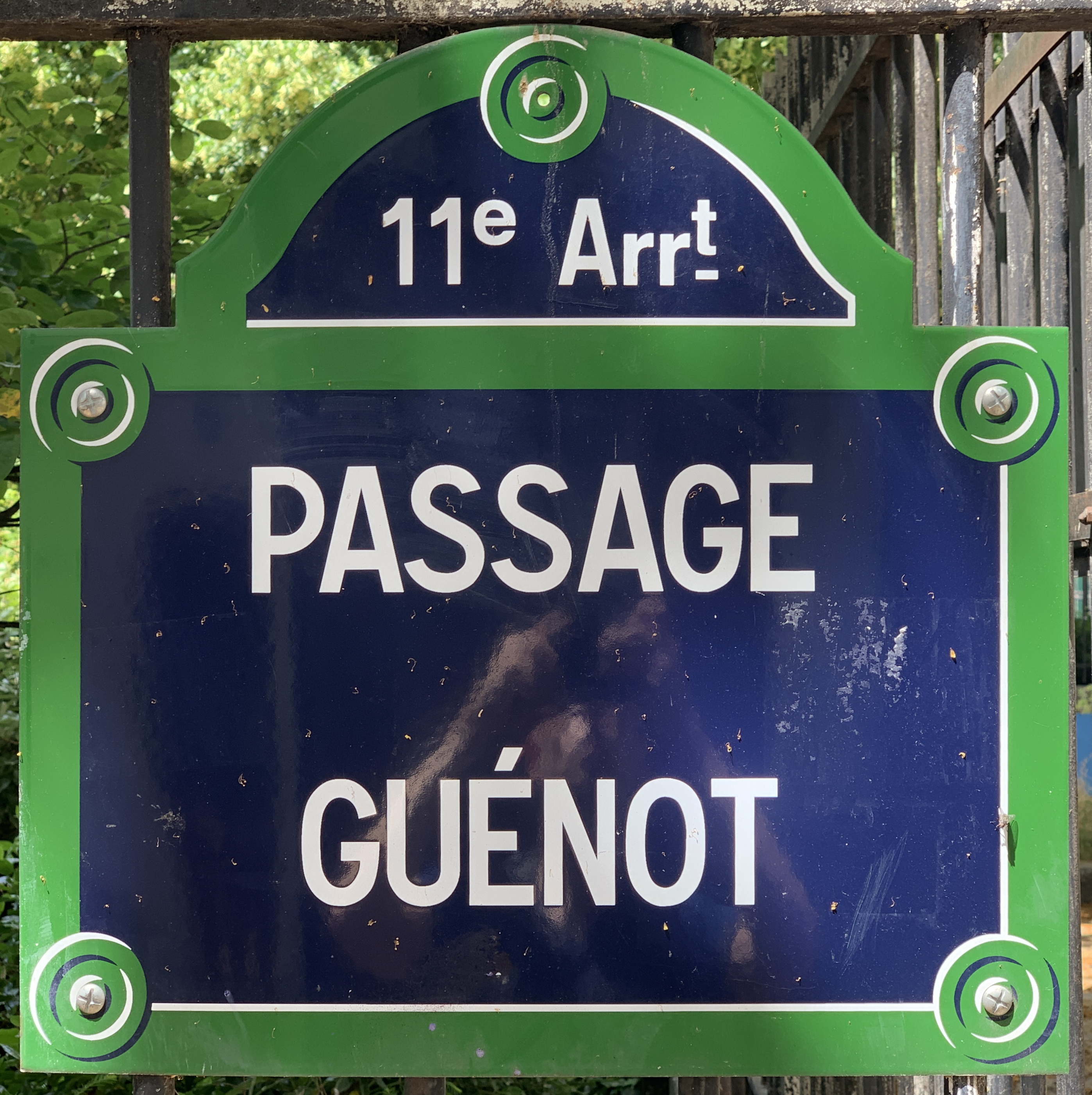
Plaque du passage.

Elle doit son nom à celui d'un ancien propriétaire local.

## Historique
Cette voie ouverte en 1860 est classée dans la voirie parisienne par arrêté préfectoral du 15 novembre 1985.